# Mia Manganello
Mia Manganello (ur. 27 października 1989) – amerykańska kolarka i łyżwiarka szybka, brązowa medalistka igrzysk olimpijskich i mistrzostw świata w łyżwiarstwie szybkim.
Do 2017 roku startowała w zawodach kolarskich, reprezentując Visit Dallas DNA Pro Cycling. Równocześnie występowała w zawodach łyżwiarskich. W 2010 roku bezskutecznie starała się uzyskać kwalifikację do igrzysk olimpijskich w Vancouver. Na igrzyska zakwalifikowała się dopiero osiem lat później, dzięki czemu wystąpiła w Pjongczangu.
W Pjongczangu wystąpiła w trzech konkurencjach. W biegu drużynowym zdobyła brązowy medal olimpijski (wspólnie z nią w amerykańskiej drużynie wystąpiły Heather Bergsma, Brittany Bowe i Carlijn Schoutens), w biegu na 1500 m zajęła 22. miejsce, a w biegu masowym uplasowała się na 15. miejscu w biegu finałowym.
W 2007 i 2017 roku wystąpiła na mistrzostwach świata na dystansach. Drużynowo zajęła 5. miejsce w 2007 roku i 6. w 2017 roku. Indywidualnie najlepszy rezultat uzyskała w 2017 roku, zajmując 11. miejsce w biegu na 5000 m.
Dziewięciokrotnie stanęła na podium mistrzostw Stanów Zjednoczonych – pięć razy w tych zawodach zwyciężyła, raz druga, a trzy razy trzecia. Ponadto w latach 2007–2009 pięciokrotnie została mistrzynią Stanów Zjednoczonych juniorek, a w 2009 roku brązową medalistką mistrzostw Ameryki Północnej juniorek.